# ألتون جونسون
ألتون جونسون (بالإنجليزية: Alton Johnson)‏ هو مدير فني أمريكي، (ولد في شيكاغو في الولايات المتحدة 1877  م).